# Medha Rana
Medha Rana (Hindi मेधा राणा; * 25. Dezember 1999 in Gurgaon) ist eine indische Schauspielerin und Model.

## Leben und Karriere
Rana begann ihre Karriere als Model, bevor sie 2022 mit der Serie London Files in die Schauspielerei einstieg. Im selben Jahr trat sie in Dancing on the Grave auf. 2023 bekam sie in dem Film Friday Night Plan eine Hauptrolle. Außerdem spielte Rana 2024 in der Serie Ishq in the Air mit. 2026 wird sie in dem Film Border 2  auftreten.
Neben Serien und Filmen war Rana auch in Musikvideos wie Barsaat (Armaan Malik), Gul (Anuv Jain) und Dil Kissko Du zu sehen.

## Filmografie (Auswahl)
Filme
- 2023: Friday Night Plan

Serien
- 2022: London Files
- 2022: Dancing on the Grave
- 2024: Ishq in the Air